# Фріц фон Бродовскі
Фрідріх-Вільгельм Конрад фон Бродовскі, відомий як Фріц, (нім. Friedrich Wilhelm Konrad von Brodowski; 26 листопада 1886, Кошалін — 28 жовтня 1944, Безансон) — генерал німецької армії, якого було вбито під час перебування в полоні у Франції. Через це було вбито ув'язненого французького генерала Гюстава Месного.

## Біографія
Фріц фон Бродовскі був сином генерала прусської армії Федора Бродовського (1841–1923). 10 березня 1904 р. у місті Бранденбург-на-Гафелі Фріц Бродовскі став кадетом 6-го полку кірасирів «Російський імператор Микола I» у прусській армії. З 6 листопада 1904 р. по 8 липня 1905 р. він навчався у військовій академії міста Глогау. 21 жовтня 1908 р. він став офіцером свого полку, а 18 жовтня 1909 р. його було переведено до Полку гвардії кірасирів. 1 жовтня 1912 р. Фріц Бродовскі вступив до Прусської військової академії, яку йому довелося покинути на початку Першої світової війни.

### Перша світова війна
Після мобілізації Фріц Бродовскі служив офіцером ескадрону. З 6 серпня 1914 р. почав служити Ад'ютантом у штабі 1-ї та 3-ї кавалерійських дивізій (Німецька імперія). Наприкінці червня 1917 р. його було переведено до запасної ескадри Полку гвардії кірасирів, де він керував гренадерами армійського полку імператора Франца. Через місяць Бродовскі вступив до полку королеви Єлизавети, де йому, 4 серпня 1917 року, було призначено керувати батальйоном «Фузильєр». 30 вересня 1918 р. на Західному фронті, під час оборони міст Камбре та Сен-Кантен, Бродовскі було поранено.
Після одужання, у грудні 1918 р., Бродовскі було переведено до генерального штабу армії в Берліні. 18 січня 1919 р. він повернувся до гвардії кірасирів. З місцевих добровольчих полків формувалися фрайкори, де Бродовскі, 1 лютого 1919 року, було призначено керівником добровольчої ескадри. 11 квітня 1919 р. його було перепризначено до тимчасового рейхсверу, а 1 листопада 1919 року — до 3-го кавалерійського полку. З 24 лютого 1920 р. по 31 березня 1922 р. Бродовскі було призначено головнокомандувачем 4-го кавалерійського полку. Потім його перевели на один рік до Міністерства оборони в Берліні. 1 листопада 1931 р. став командиром 16-го кавалерійського полку в Касселі. 13 квітня 1935 р., при переході рейхсверу до вермахту, Бродовскі було призначено інспектором із військового призову. З травня 1938 р. по 26 грудня 1941 р. він був інспектором збройних сил у Штутгарті.

### Друга світова війна
У червні 1942 року, Бродовскі було призначено командиром дивізії Feldersatz B (Field Replacement Division B). З 25 вересня 1942 р. по 14 березня 1943 р. він керував 404-ю дивізією (Landesschützen) в Дрездені. Бродовскі було призначено головнокомандувачем штабу для командування вермахтом у Нідерландах. Після цього, влітку 1943 року, Бродовскі було призначено головнокомандувачем у Києві, а потім у Ліллі.
15 квітня 1944 р. Бродовскі став головнокомандувачем у Клермон-Феррані, де він командував «Hauptverbindungsstäb» (HVS) 588 та був відповідальним за 9 департаментів у центрі Франції:
- Коррез
- Верхня В'єнна
- Крез
- Дордонь
- Верхня Луара
- Пюї-де-Дом
- Канталь
- Альє
- Ендр

У травні 1944 р. генерал Бродовскі, занепокоєний концентрацією «Макі» в Канталі, попросив коменданта Heeresgebiet Südfrankreich (військове командування армією на півдні Франції), переходу до військ Ліона для боротьби з опором. У травні 1944  р. генерал Курт фон Єссер створив Колону Єссер, чисельність якої складала близько 5000 солдатів, включаючи 2-гу танкову дивізію СС «Дас Райх». З червня 1944 р. по серпень 1944 р. її було використано в регіонах Оверні та Лімузену для придушення й знищення макізарів. У червні 1944 р., після висадки союзників у Нормандії, ці підрозділи винищили населення міста Орадур-сюр-Глан. Через це французи вважали Бродовського одним із найвідповідальніших генералів.
У вересні 1944 р. Бродовскі був головнокомандувачем бойової групи "von Brodowski" і брав участь у Битві на Вогезах. 27 жовтня 1944 р., неподалік від Жуссе Бродовскі було захоплено французькими військами. Його ув'язнили у фортеці міста Безансон й утримували в окремій камері французькі сили внутрішніх справ. 28 жовтня його застрелила варта. За їхніми словами, Бродовскі намагався втекти. Розслідуючи вчинок варти, французька військова влада прийшла до офіційного висновку, що Бродовскі намагався втекти, однак вбивство лишилося нерозкритим. Його було поховано з військовими почестями.
Про смерть Бродовскі було розголошено 8 листопада 1944 р. на французькій радіостанції «Радіо Лондон» (фр. Radio Londres) та 9 листопада на Swiss News Agency. Тоді Адольф Гітлер сказав вбити у відповідь французького генерала Гюстава Месного. Гюстава було вбито есесівцями в січні 1945 р. під час переведення до в'язниці.

## Звання
- Кадет (10 березня 1904)
- Лейтенант (8 липня 1905)
- Ротмістр (24 грудня 1914)
- Оберстлейтенант (1 квітня 1931)
- Оберст (1 жовтня 1933)
- Генерал-майор (1 січня 1937)
- Генерал-лейтенант (1 червня 1942)

## Нагороди
- Залізний хрест 2-го і 1-го класу
- Орден Альберта (Саксонія), лицарський хрест 1-го класу з мечами
- Орден Церінгенського лева, лицарський хрест 2-го класу з мечами
- Королівський орден дому Гогенцоллернів, лицарський хрест з мечами
- Нагрудний знак «За поранення» в чорному
- Почесний хрест ветерана війни з мечами
- Медаль «За вислугу років у Вермахті» 4-го, 3-го, 2-го і 1-го класу (25 років)
- Хрест Воєнних заслуг 2-го і 1-го класу з мечами